# Juvelen
Juvelen är ett enmansband från Stockholm bestående av Jonas Pettersson, född 15 juli 1976. Jonas Pettersson har tidigare varit medlem i indiepopbandet Pineforest Crunch under 1990-talet och synthpopbandet Kamera i början av 2000-talet. Musiken har beskrivits som elektronisk, souldoftande falsett pop. Den är influerad av bland annat Prince.
Bandet har existerat sedan 2004 men upptäcktes på MySpace under sensommaren/hösten 2006 och släppte i januari 2007 EP:n "Watch your step" på skivbolaget Hybris. Låten "Hanna" blev hans första stora radiohit. Under sommaren 2007 spelade Juvelen på flera festivaler runt om i Sverige, bland annat Hultsfredsfestivalen, Arvikafestivalen och Storsjöyran.
Hans första album "1" släpptes de 16 april 2008.

## Diskografi

### Album
- 2008: 1 (Hybris)

### Singlar
- 2007: Watch your step (Hybris)
- 2008: Private Dancer - Rocca feat. Juvelen (Every Conversation Records, Tokyo)